# 愛情物語 (1992年のテレビドラマ)
『愛情物語』（あいじょうものがたり）は、1992年3月30日から9月25日までの月曜日～金曜日に放送された帯ドラマである。制作は、よみうりテレビ・吉本興業である。よみうりテレビでは、午前8時30分～8時55分（JST）に放送、日本テレビでは午前10時00分～10時25分に放送されていた。
読売テレビの「朝の連続ドラマ」ではこれまで関西を舞台にした人間ドラマの作品を取り上げたが、この作品からサスペンス要素を絡めたものになった。

## キャスト
- 水島（高津）美千子：根本りつ子
- 水島岳彦：三浦浩一
- 高津誠：田中隆三
- 水島由紀：南條玲子
- 水島隆造：高松英郎
- 水島文江：正司歌江

- 三代目桂小文枝（後の五代目文枝）
- 長瀬牧子：南田洋子（特別出演）
- 水島純子：加賀千景
- 刑事:石山律雄
- 裁判長：山崎満
- 園田：川上泳
- 田所刑事：小林宏史
- 上野元彰
- 高津卓也：長澤亨
- 水島ひとみ：田辺恂美
- 望月政人：野本卓也
- ナレーション：城達也

## スタッフ
- 制作：今岡大爾
- 脚本：秋田佐知子
- 音楽：津島利章
- 演出：山本和夫、津崎敏喜

## 主題歌
- 「さよならは一度だけ」 作詞・作曲・唄：五輪真弓（ソニーレコード）

| よみうりテレビ 朝の連続ドラマ | よみうりテレビ 朝の連続ドラマ | よみうりテレビ 朝の連続ドラマ |
| 前番組                        | 番組名                        | 次番組                        |
| ----------------------------- | ----------------------------- | ----------------------------- |
| 華の宴                        | 愛情物語                      | 珠玉の女                      |